# She Shoulda Said No!
"She Shoulda Said 'No'!" (també coneguda com a Wild Weed; Marijuana, the Devil's Weed; The Story of Lila Leeds and Her Exposé of the Marijuana Racket; i The Devil's Weed)  és una pel·lícula d'explotació del 1949, que recorda els contes morals, com ara les pel·lícules de 1936 Reefer Madness i Marihuana. Dirigida per Sam Newfield (utilitzant el pseudònim "Sherman Scott") i protagonitzada per Lila Leeds, originalment fou produïda per capitalitzar l'arrest de Lila Leeds i Robert Mitchum, acusats per consum de marihuana. La pel·lícula va sortir sota molts títols; van haver de lluitar molt per trobar un distribuïdor fins que el presentador Kroger Babb va aconseguir-ne els drets, reestrenant-la com a The Story of Lila Leeds and Her Exposé of the Marijuana Racket. El seu relatiu èxit va arribar després de refer-se els cartells promocionals i la invenció que la pel·lícula es presentava conjuntament amb el Departament del Tresor dels Estats Units.

## Argument
Anne Lester, una jove òrfena, intenta pagar l'educació universitària del seu germà. Després de conèixer Markey, un traficant de drogues, Anne comença a creure que ha de consumir marihuana per ser admesa en el seu grup d'amics. Llavors assisteix a una "reunió de te", on prova les drogues per primera vegada. Desafectada per aquesta primera experiència, perd la por a les drogues i continua fumant.
Com a resultat de l'ús de les drogues, Anne perd moltes de les seves inhibicions, mostrant la pel·lícula les accions que emprèn sota la seva influència, incloses escenes que impliquen promiscuïtat sexual. Mentre avança la trama, la protagonista és acomiadada de la seva feina i comença a traficar per Markey. El seu germà decideix penjar-se quan descobreix la nova professió d'Anne, i ella és arrestada, passant a ser internada en diversos centres psiquiàtrics i presons, on droguen als interns. Finalment, després de 50 dies a la presó, és alliberada, desintoxicada, i preparada per col·laborar amb les autoritats amb relació a Markey.

## Producció i màrqueting

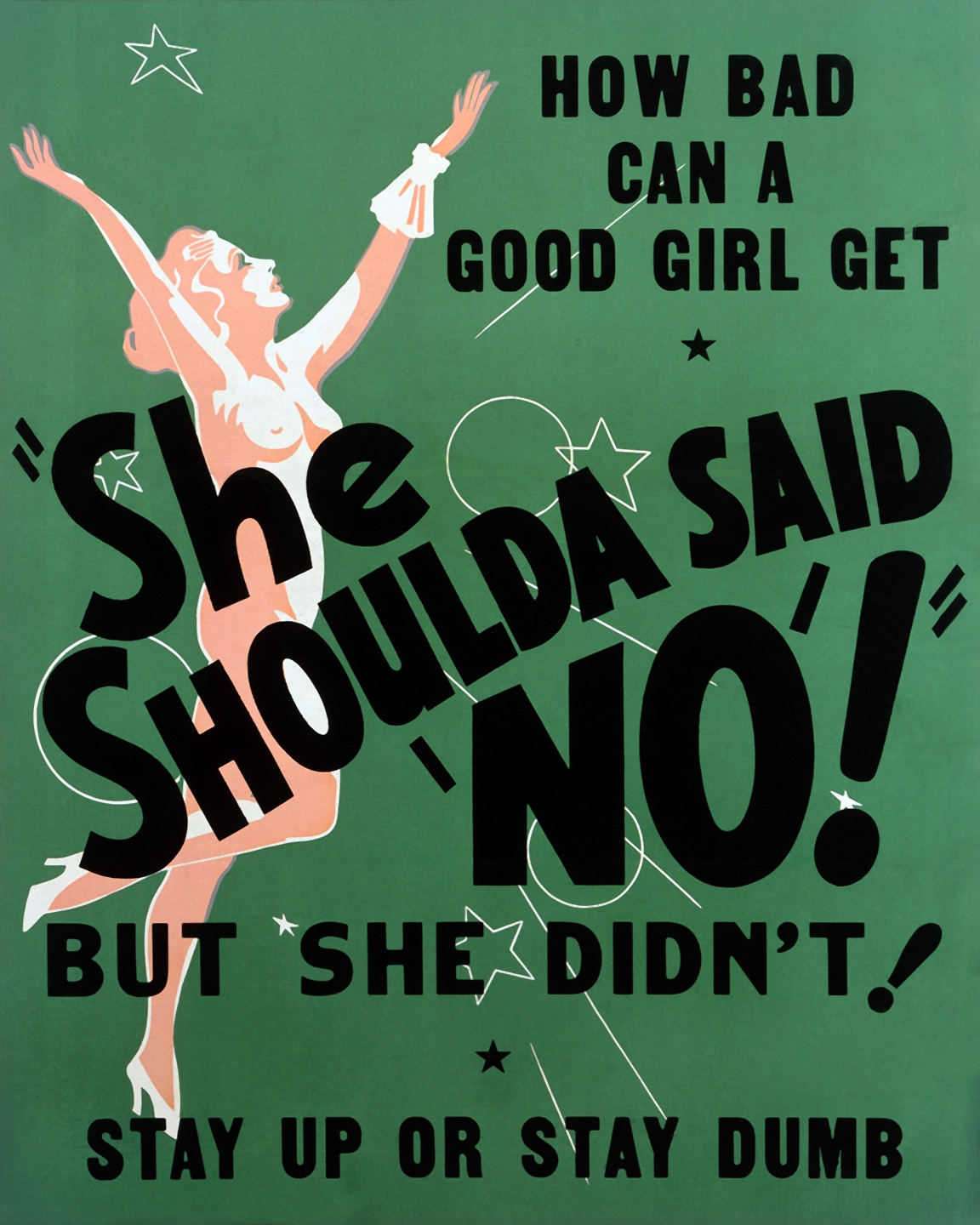
Cartell teatral de She Shoulda Said 'No'!(1949).

La mateixa pel·lícula és en sentit semibiogràfic, seguint en part els passos de Leeds. La pel·lícula està inspirada en l'altament publicitat arrest de les estrelles cinematogràfiques Robert Mitchum i Leeds per possessió de marihuana. L'1 de setembre de 1948 els actors, juntament amb dues altres persones, van ser arrestats després de ser sorpresos fumant marihuana a casa de Leeds, i acusats per possessió de narcòtics. La simpatia que Mitchum causava en l'opinió pública es va convertir en una rebaixa dels càrrecs, i la seva condemna de 60 dies de presó fou absolta el 1951. Leeds, tanmateix, va ser sentenciada a 60 dies de presó i a un període de prova de cinc anys.
Al seu alliberament, Leeds va lluitar per trobar feina a Hollywood, i va signar per protagonitzar Wild Weed. En el transcurs de la gira promocional de la pel·lícula, el 1949, Leeds, qui tenia 21 anys en el moment de ser arrestada, va dir que aparèixer a la pel·lícula podria mantenir als joves apartats de les drogies, però el 1952 va reconèixer a la revista Collier's que "només tenia una oferta . . . que era un intent obvi de capitalitzar la notorietat de l'arrest de Mitchum. El vaig agafar. Estava enfonsada." La pel·lícula va obtenir l'aprovació de l'Agència Federal de Narcòtics per utilitzar les referències a les drogues, una pràctica estàndard en aquell temps, fins i tot quan l'agència no tenia cap poder de censurar les pel·lícules. La pel·lícula va utilitzar la trama per apartar a molta gent de les seves creences sobre les drogues: els joves que prenien drogues acabarien essent criminals i la teoria de la marihuana com a sortida per escapar de la realitat". L'argument estava orientat cap a la prohibició de les drogues, així com l'experiència de Leeds amb la marihuana i l'heroïna.

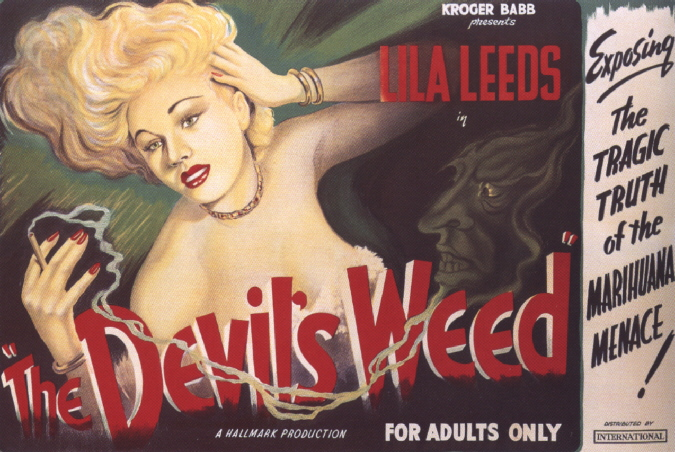
She Shoulda Said 'No'! publicada com a The Devil's Weed.

Mitjançant l'empresa Franklin Productions, Kay va filmar la pel·lícula en sis dies, una possibilitat molt comuna en aquella època gràcies a la tecnologia del moment. Eureka Productions va distribuir la pel·lícula, en un primer moment, però no aconseguia trobar audiència. Finalment se'n va fer càrrec Kroger Babb's Hallmark Productions. Babb va intentar vendre-la com a The Story of Lila Leeds and Her Exposé of the Marijuana Racket, però no se'n va sortir, moment en què canvià el nom pel de "She Shoulda Said 'No'!". Aprofitant la sensualitat de Leeds, els cartells promocionals mostraven a l'actriu protagonista, a més d'afegir la frase: "Com pot de dolenta esdevenir una bona noia... sense perdre la seva virtud o respecte???" (en anglès "How Bad Can a Good Girl Get ... without losing her virtue or respect???"). També es van enviar cartes a comunitats locals explicant, falsament, que el Departament del Tresor dels Estats Units havia implorat a Hallmark que publiqués la pel·lícula "en tantes ciutats i pobles com pogués en el temps més curt possible" com a servei públic.
Babb, que havia adquirit certa notorietat gràcies a les seves campanyes de màrqueting, va permetre a Leeds fer presentacions i fer conferències quan es visualitzava la pel·lícula. 

## Recepció
Segons Friedman, les presentacions de la pel·lícula de Babb van fer més diners que d'altres pel·lícules semblants. Tot i que no tenim daddes de recaptació a causa de la naturalesa del gènere (conegut per la seva baixa recaptació i distribució no convencional), l'èxit financer general de "She Shoulda Said 'No'!" va incitar productors, el 1951, a importar una pel·lícula similar a l'Argentina, titulada The Marihuana Story. Aquesta pel·lícula, que tracta la història d'un doctor que s'infiltra en el món dels addictes a les drogues per aprendre sobre la mort de la seva muller, només per acabar ell mateix enganxat, no va ser tan exitosa com perquè sortís a compte, ja que el públic estava més interessat en els efectes de les drogues en la gent jove.
"She Shoulda Said 'No'!" no fou bén rebuda, inicialment, per part de la crítica: el The New York Times digué que "mai havia semblat el vici tant com ara un motiu de devoció." La producció i distribució de pel·lícules sobre drogues van decaure fins a l'aparició de la pel·lícula de Franc Sinatra L'home del braç d'or, que va provocar canvis en el Codi de Producció, el qual es convertí en un sistema per regular diversos aspectes sobre el contingut objectable a les pel·lícules.
La pel·lícula va aconseguir certa atenció gràcies a la seva categoria de sèrie B al llarg dels anys, essent presentada en diverses recopilacions. El 1993 va aparèixer una versió en VHS com a part del "David Friedman's Roadshow Rarities", el vint-i-novè volum de la sèrie Something Weird. L'any 2006 Alpha Video Distributors en va fer la versió en DVD.

## Repartiment
- Alan Baxter – Markey
- Lyle Talbot – Capità Hayes
- Lila Leeds – Anne
- Michael Whelan – Treanor
- Mary Ellen Popel – Rita
- Doug Blackley – Tinent Mason
- David Holt – Bob Lester
- Don Harvey – Tinent Tyne
- David Gorcey – Ricky
- Jack Elam – Raymond
- Dick Cogan – Edmunds
- Knox Manning – Narrador